# Indian Head (île Fraser)
Pour les articles homonymes, voir Indian Head.
Indian Head est un cap sur l'océan Pacifique formé par la côte orientale de l'île Fraser, dans le Queensland, en Australie. Le site est connu pour permettre l'observation de requins.